# Мечеть Тагрібірді
Похоронний комплекс еміра Тагрібірді, мечеть та медресе Тагріберді (араб. مسجد و مدرسة تغري بردي) — історичний похоронний комплекс з мечеттю та медресе, розташований у Каїрі, Єгипет, і побудований у 1440, за часів Мамлюкського султанату. Споруджений на честь еміра Тагрібірді, відповідального за мечеті та секретаря при султані Джакмаку. У каїрському районі Дарб ель-Макасіс розташована однойменна мечеть - мечеть Тагріберді.

## Емір Тагрібірді
Побудована в 1440 під час правління султана Джакмака еміром Тагрібірді, батьком знаменитого ісламського вченого Ібн Тагріберді. Імовірно людина похмурої вдачі, емір Тагріберді отримав високого становище еміра при султані Барсбеї за свою роль у керівництві мамлюцькою армією у боротьбі з хрестоносним Кіпрським королівством. За ці успіхи його було зведено в ранг великого давадара, або виконавчого секретаря, при султані Джакмаку аз-Захірі. Однак невдовзі після цього Тагрібірді був убитий своїми ж мамлюками.

## Опис
Є одночасно мечеттю, медресе та суфійською обителю. Її компактний архітектурний стиль був популярний у пізньому мамлюцькому періоді. На фундаменті мечеті вирізані два написи, що датують будівлю місяцями джумада аль-уля і джумада ас-сані 844 за ісламським календарем, або жовтнем і листопадом 1440 за григоріанським календарем.

## Архітектура
Розташована на розі вулиці мечеть має два фасади. Головний вхід знаходиться на вулиці Саліба і має типові архітектурні орнаменти мамлюків: аблак і мармурові відтінки. Зліва від піднесеного порталу розташований шабіль, реконструйований Комітетом зі збереження пам'яток арабського мистецтва в 1911. Мінарет, що стоїть за сабілем, має квадратну основу - стилістичний елемент, характерний для початку XV століття. Праворуч від них розташовується фасад гробниці і невеликий купол, побудований з цегли і прикрашений стукотовим візерунком у вигляді ромбика. До провулку, куди виходить другий фасад мечеті, звернене велике кругле вікно над міхрабом мечеті. Сахн залишається відкритим і покритим тентом і дротяною сіткою, навколо нього вирізано напис. Дерев'яні стелі прикрашають кіблу та бічні айвани, а інтер'єр обведений інкрустованим мармуровим дадо.
З висоти пташиного польоту стає очевидною унікальність архітектури мечеті. Через своє розташування на розі двох вулиць мечеть мала бути встановлена під кутом майже 45 градусів, щоб підтримувати орієнтацію кіблів у бік Мекки. Незважаючи на труднощі, які це уявляло, мечеть має майже ідеальне симетричне розташування з симетричними вікнами та простором на стіні кібли для мавзолею. Додатковий простір у стінах, отриманий в результаті такою орієнтацією, не був заповнений кам'яною кладкою, а скоріше перетворився на невеликі кубічні простори, що використовуються як вентиляційні шахти, що є унікальною особливістю цієї будівлі.